# 井上俊彦
井上 俊彦 （いのうえ としひこ、1965年4月14日 - ）は、ホッカイドウ競馬・櫻井拓章厩舎所属の騎手。

## 来歴
1983年に騎手免許を取得し4月18日に函館競馬、第3競走でマルゼンシーフに騎乗しデビューする（結果は2着）。翌日、函館競馬の第8競走でマツカゼフアミリー優勝し初勝利を挙げた。
1985年7月14日にミナミトウザイでゴールドトロフィーを制し重賞初制覇を飾る。
1987年に初のホッカイドウ競馬リーディングジョッキーに輝くと翌年もリーディングジョッキーとなる。その後1996年、2000年にリーディングジョッキーとなっている。
1999年地方通算1000勝を達成。この年函館3歳ステークスをエンゼルカロで優勝し、JRA重賞初勝利を飾る。
2011年地方通算1500勝を達成。
2019年地方通算1900勝を達成。
2020年北斗盃をレッドカードで優勝し、ホッカイドウ競馬最高齢重賞勝利（55歳1月0日）を達成。
2021年所属していた林和弘調教師の死去に伴い、櫻井拓章厩舎に移籍。
2022年8月30日に地方・中央通算2000勝を達成（10月5日に地方通算2000勝を達成）。

## 主な騎乗馬
- ミナミトウザイ（1985年ゴールドトロフィー）
- ブロードアサカゼ（1986年帝冠賞、アラブ優駿）
- オリエントキング（1987年はまなす賞）
- カネタジエツト（1987年アラブ3歳争覇）
- ベストボーイ（1987年道営記念）
- ミスターカイソウ（1988年ステイヤーズカップ）
- アンザラクイン（1989年クィーンカップ）
- タキノニシキ（1989年北海優駿、ステイヤーズカップ）
- ヒノデブレイブ（1990年北斗盃）
- ベストファーザー（1994年北斗盃）
- クローリバー（1996年北海優駿）
- インマノカミ（1997年旭岳賞）
- トウショウラッキー（1998年ヤングチャレンジカップ）
- エンゼルカロ（1999年函館3歳ステークス）
- タキノスペシャル（1999年北海道3歳優駿）
- ダイコーフクキタル（2000年ヤングチャレンジカップ）
- ナミ（2000年エーデルワイス賞）
- トップサバトン（2006年北海道2歳優駿）
- ギルガメッシュ（2007年瑞穂賞）
- ネフェルメモリー（2008年フローラルカップ）
- リフレックス（2011年赤レンガ記念）
- レイモニ（2001年リリーカップ、瑞穂賞）
- マチカネオイカゼ（2011年ビューチフルドリーマーカップ）
- ダブルオーセブン（2011年OROカップ）
- ショウリダバンザイ（2012年ノースクイーンカップ、2013年コスモバルク記念）
- アウヤンテプイ（2013年道営スプリント）
- バルーン（2013年瑞穂賞、2014年コスモバルク記念）
- ヤマノミラクル（2014年北海優駿）
- タケルオイジ（2014年サンライズカップ）
- ウルトラカイザー（2014年瑞穂賞、道営記念、2015年コスモバルク記念、赤レンガ記念、2016年コスモバルク記念）
- リックカグラ（2015年知床賞）
- レッドカード（2020年北斗盃）
- ブライトフラッグ（2020年ブリーダーズゴールドジュニアカップ）